# Фролов, Илья Антонович
Илья́ Анто́нович Фроло́в (1915—1944) — старший лейтенант Рабоче-крестьянской Красной Армии, участник Великой Отечественной войны, Герой Советского Союза (1945).

## Биография
Илья Фролов родился 15 января 1915 года в селе Лухменский Майдан. Окончил неполную среднюю школу.
В 1937—1939 годах проходил службу в Рабоче-крестьянской Красной Армии, окончил военно-политическое училище. В 1941 году Фролов повторно был призван в армию. С апреля 1943 года — на фронтах Великой Отечественной войны.
К октябрю 1944 года старший лейтенант Илья Фролов командовал ротой 945-го стрелкового полка 262-й стрелковой дивизии 39-й армии 3-го Белорусского фронта. Участвовал в сражениях на территории Литовской ССР. 8 октября 1944 года под городом Юрбаркас Фролов поднял свою роту в атаку и, прорвав немецкую оборону, ворвалась в город. На следующий день рота успешно переправилась через Неман и закрепилась на его берегу, отразив большое количество немецких контратак. В тех боях Фролов погиб.
Указом Президиума Верховного Совета СССР от 24 марта 1945 года старший лейтенант Илья Фролов посмертно был удостоен высокого звания Героя Советского Союза. Также посмертно был награждён орденом Ленина.

## Увековечение памяти
- Бюст И. А. Фролова установлен на аллее Героев в городе Инсар (Республика Мордовия).
- Именем И. А. Фролова названа улица в Красном Доле.
- Памятная доска И. А. Фролову установлена на Аллее славы в городе Нижний Ломов Пензенской области.

- Бюст на аллее Героев в Инсаре.

## Комментарии
1. ↑  Ныне — в Инсарском районе Республики Мордовия.
2. ↑  По другим данным — родился в деревне Красный Дол[4][5][6]. Русская деревня Красный Дол находилась в 3 км от села Ива, входила в Аршиновский сельсовет, с 1955 года — в Ивинский сельсовет Голицынского района; решением Пензенского облисполкома от 26.5.1976 г. исключена из учётных данных как фактически не существующая[7]; ныне — территория Голицынского сельсовета, Нижнеломовский район Пензенской области. Учитывая, что деревня Красный Дол была основана в 1920-е годы[7], эта версия места рождения представляется маловероятной.